# Alexander Maniatis
Alexander Maniatis, auch als Adolph Jacobus De Beer bekannt, ist ein südafrikanischer Schauspieler.

## Leben
Maniatis spricht fließend Englisch und Afrikaans. Von 2006 bis 2008 studierte er an der Technischen Universität Tshwane Schauspiel. Er spielte in den südafrikanischen Fernsehserien Ice, 7de Laan, Sara se Geheim, Arendsvlei und Projek Dina mit. 2021 spielte er im Fernsehfilm Love, Lies and Hybrids die männliche Hauptrolle des Daniel neben Shamilla Miller und Meghan Oberholzer, die die weiblichen Hauptrollen verkörperten. Mitte 2022 wurde bekannt, dass er im Netflix Original One Piece die Rolle des Captain Black übernehmen wird. Final war er in zwei Episoden der weltweit am 31. August 2023 erschienenen Serie in dieser Rolle zu sehen.

## Filmografie (Auswahl)
- 2006: H-49 (Kurzfilm)
- 2013: Die Boland Moorde (Fernsehserie, Episode 2x06)
- 2016: Der junge Papst (The Young Pope, Miniserie, Episode 1x08)
- 2018: Ice (Fernsehserie, 2 Episoden)
- 2019: 7de Laan (Fernsehserie, 2 Episoden)
- 2020: Sara se Geheim (Fernsehserie, Episode 3x03)
- 2020: Arendsvlei (Fernsehserie, 2 Episoden)
- 2020: Projek Dina (Fernsehserie, 2 Episoden)
- 2020: Warrior (Fernsehserie, Episode 2x08)
- 2021: Love, Lies and Hybrids (Fernsehfilm)
- 2022: Die Lang Langnaweek: Die Verjaarsdag (Fernsehfilm)
- 2023: One Piece (Fernsehserie, 2 Episoden)
- 2023: The Power (Fernsehserie, Episode 1x05)
- 2024: Lilies Not for Me

## Theater (Auswahl)
- Because it's okay, Regie: Adolph de Beer und Regina Malan
- Twelfth Night (Maynardville), Regie: Geoffrey Hylan
- Mobstar, Regie: Michelle Victor
- Vandag Se Gister, Regie: Lize Malan
- Book Buddies, Shizelle Niemann